# Марка «Ікс» (Цілком таємно)
Марка «Ікс» (Brand X) — 18-й епізод сьомого сезону серіалу «Цілком таємно». Епізод не належить до «міфології серіалу» — це монстр тижня. Прем'єра в мережі «Фокс» відбулася 16 квітня 2000 року.
У США серія отримала рейтинг Нільсена, рівний 6.8, це означає, що в день виходу її подивилися 10.81 мільйона глядачів.

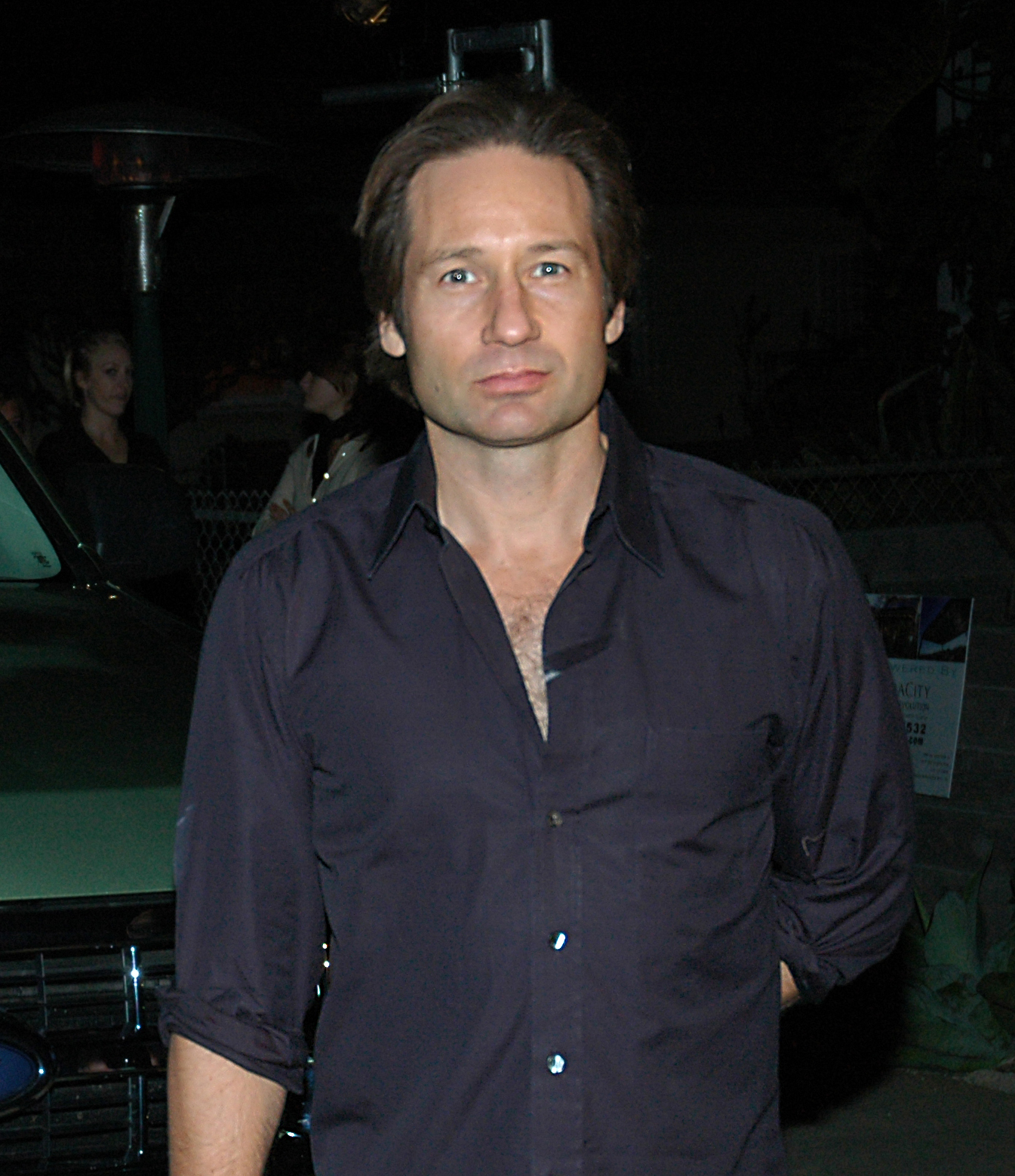

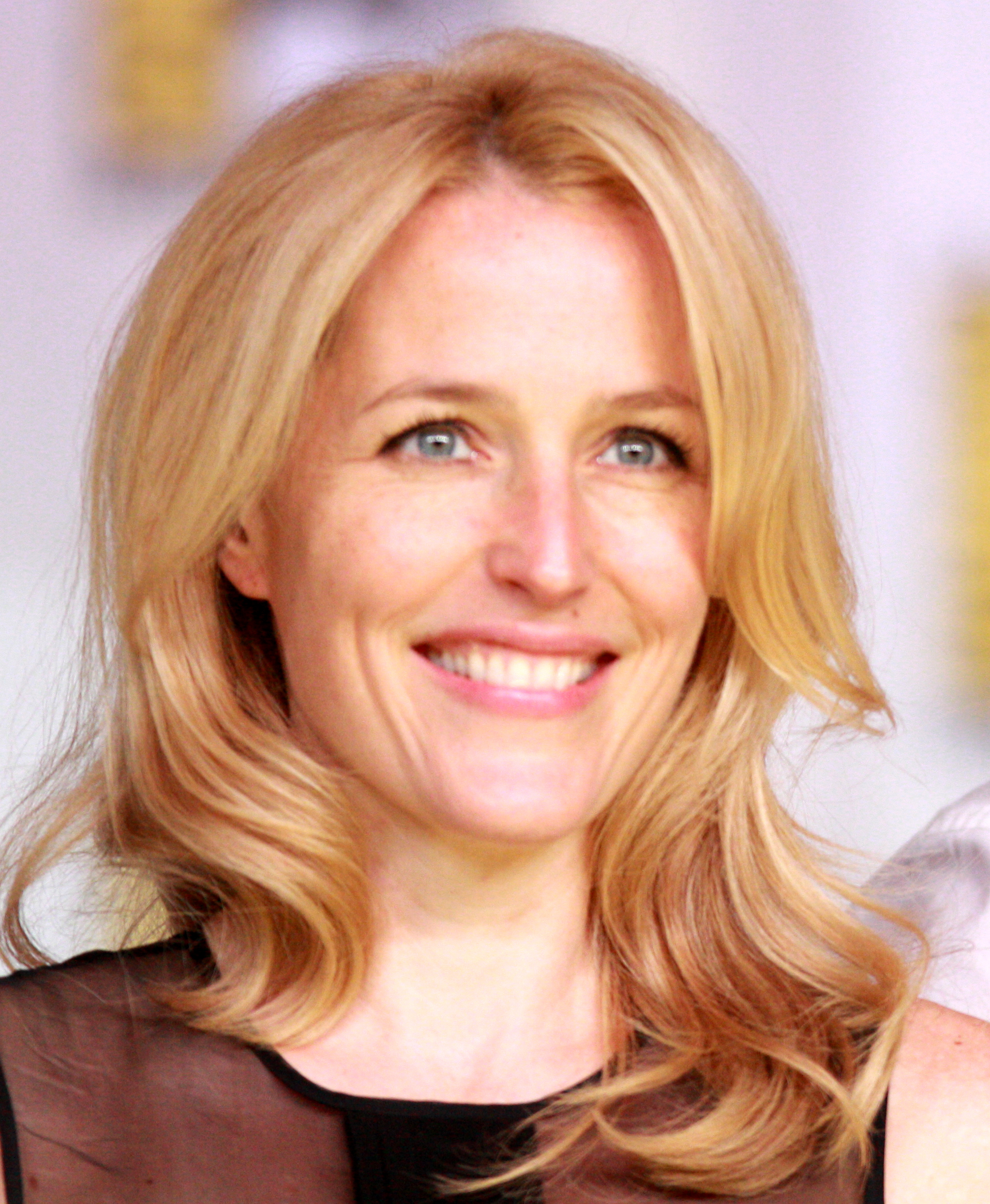

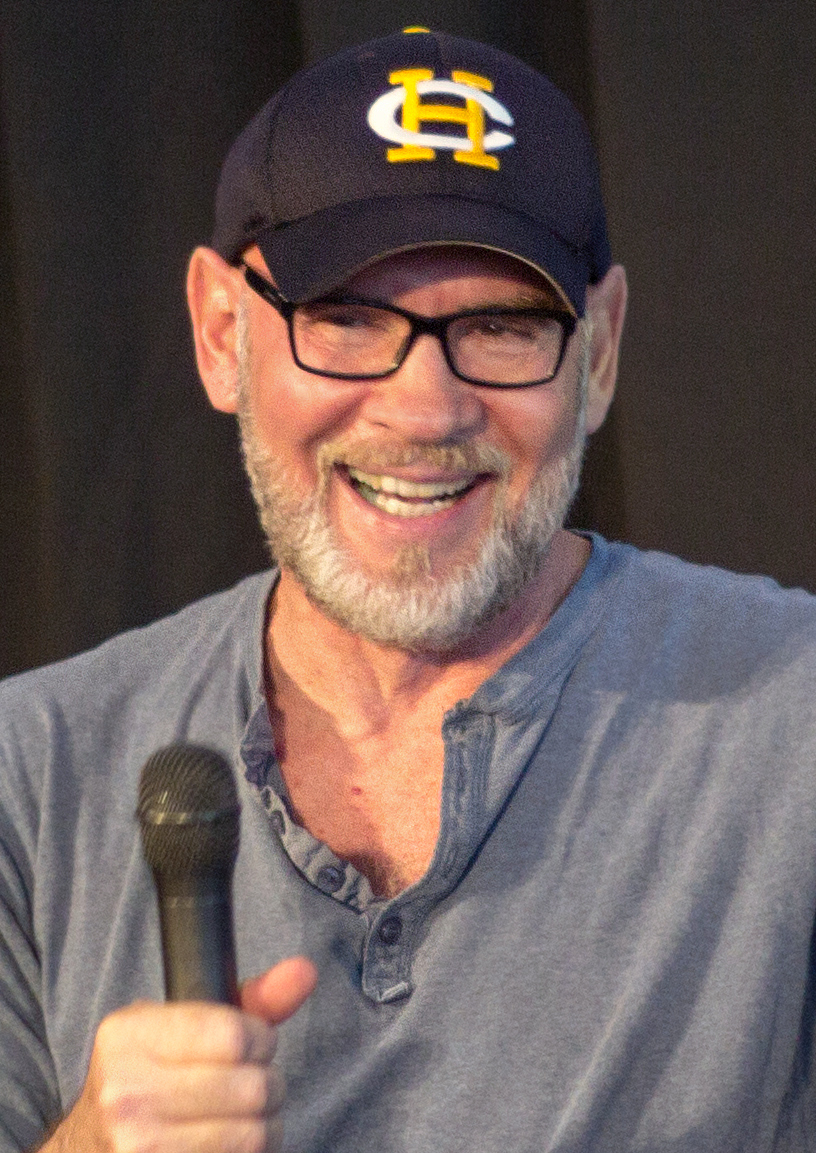

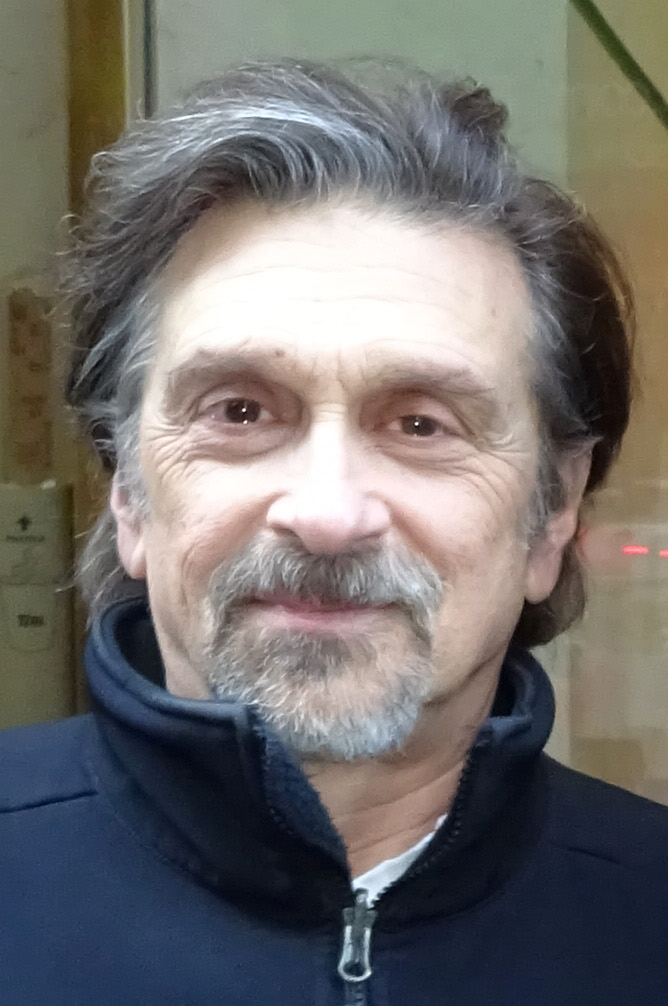

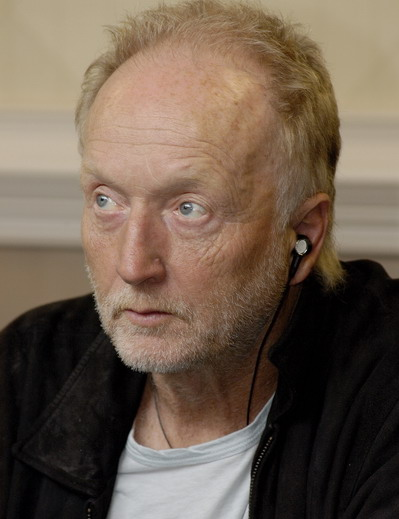

Волтер Скіннер забезпечує захист свідкові у справі проти тютюнової компанії «Morley», але той гине при таємничих обставинах. Викликані на допомогу Малдер і Скаллі незабаром виявляють, що нова марка сигарет містить страшну таємницю.

## Зміст
Істина поза межами досяжного
У Вінстон-Сейлемі (штат Північна Кароліна) Волтеру Скіннеру доручається охороняти життя доктора Джеймса Скобі, колишнього співробітника, який свідчить проти свого роботодавця, тютюнової корпорації «Морлі» . До початку судового розгляду у Скобі з'являється кашель, і в склянці з водою видно сліди крові. На льодинці в склянці вовтузиться жук. Вранці Скіннер і дружина Скобі знаходять його тіло на підлозі у ванній, із закривавленим роздертим обличчям.
Скіннер висвітлює подробиці справи і просить у Скаллі й Фокса допомоги. Малдер звертає увагу на склянку із кров'ю та втонулим жуком. Фокс і Скіннер приходять в головний офіс «Морлі-тобакко» до доктора Восса. Співробітники компанії відмовляються відповідати на питання — і тут Малдер кидає Воссу пакунок із жуком. Це тютюновий жук — і Фокс віддає назад пас при зацікавленні співробітників тютюнової фірми.
Увечері Восс приїздить до свого будинку. На нього очікує штатний курець цигарок — Восс дає йому два блоки. Співробітник натякає щодо власної теорії смерті доктора Скобі і повідомляє — тепер вони бачитимуться набагато частіше.
Скаллі в трупарні досліджує тіло Скобі — його внутрішні органи перемелені на фарш. Скіннер підозрює якусь отруйну речовину. Дейна стверджує — Скобі помер від гіпоксії. Фокс повідомляє про нервову реакцію Восса на тютюнових жуків і пропонує розглянути цей варіант. Десь в Салемі співробітник курить цигарку в своїй кімнаті і сперечається із сусідом. Сусід закашлюється кров'ю і падає. По виїденому трупу повзають сотні жуків.
Вранці Скіннер і агенти оглядають труп і констатують ті ж симптоми що й у доктора Скобі. Фокс впевнений — до смерті причетні тютюнові жуки. Малдер стукає до сусіда померлого — це співробітник тютюнової компанії. Під час розмови із Фоксом співробітник Вівер закурює цигарку. Малдер приїздить до Восса — той не бажає розмовляти без адвоката. Виявляється — тютюнова компанія стежить за Воссом. Спостерігаючий хоче знайти Вівера і «виправити помилку».
Виявляється — у відділі біохімії «Морлі-тобакко» створили форму «супер-тютюну», в якій живе генетично модифікований тютюновий жук, яйця якого можуть пережити процес виробництва сигарет і вивільняються в цигарковому димі. Сигарети були випробувані на різних предметах доктором Скобі та його колегою, доктором Пітером Воссом. З чотирьох добровольців серійний курець Дерріл Вівер — єдиний учасник що вижив. Перед своєю смертю Скобі погодився надати Віверу необмежений запас сигарет в обмін на його мовчання. Восс приїздить до Вівера і пропонує йому усі свої заощадження — 4000 доларів. Вівер приймає гроші і відмовляється зникнути.
Скаллі при розтині в легенях і бронхах виявляє личинки жуків. Під час розмови Скаллі з Скіннером Фокс починає кашляти — він викашлює кров. Малдера оперують в медичному центрі — з його нутрощів операційно видаляють личинки тютюнового жука. Скіннер прибуває в «Морлі» і вимагає пояснень — із федеральним ордером на обшук. Восс, який до цього часу ховався за послугами юрисконсульта, змінився після почутого про стан Малдера і повідомляє Скіннеру — вони хотіли зробити безпечні сигарети. Скіннер їде до квартири Вівера після того, як отримав його ім'я від Восса, і виявляє, що директор охорони Морлі сидить там з'язаний і з кляпом в роті. Коли Скіннер виймає кляп, чоловік задихається, і жуки роєм починають виповзати з його рота. У лікарні Малдеру загрожує серйозна небезпека через вилуплення яєць у легенях, і Дейна Скаллі намагається знайти спосіб його врятувати, оскільки він зараз занадто слабкий для торакальної хірургії.
Вівер із запаленою цигаркою заходить в магазин при бензозаправці — його розшукує поліція — і зникає із їжею. Скаллі відвідує Малдера в лікарні — у нього починається криз; під дихальною маскою з ніздрі Фокса виповзає жук. Лікарі ненадовго зуміли стабілізувати стан Малдера — однак на рентгенівському знімку легень Дейна бачить більшу кількість жуків. Скіннер приходить до дому Восса і повідомляє його дружині що ФБР бере їх під охорону.
Скіннер в дослідній оранжереї тютюнової компанії знаходить Восса — за ним знаходиться Вівер. Вівер намагається побороти Скіннера, погрожуючи запалити одну із специфічних сигарет. Коли Вівер намагається залишити будівлю, Скіннер стріляє у плече і розбивається скло за ним, Деріл лежить на підлозі. Він впускає сигарету на підлогу, і Скіннер розчавлює її взуттям.
Повернувшись до лікарні, Скаллі бачить пожовклі від курева пальці пораненого Вівера й розуміє, що нікотин може врятувати життя Малдера. Вона правильно вирішила, зазначивши, що високий рівень нікотину в крові Вівера не давав жукам розвиватися. Скаллі вводить нікотин Малдеру, який, у свою чергу, одужує, хоча і з зупинкою дихання, а також незначною залежністю від нікотину, що змушує його купити пачку сигарет «Морлі». Отримавши зауваження від Скаллі, він викидає цигарки, але потім задумливо дивиться на пачку після того, як Дейна йде.

## Зйомки
Задум «Марки Ікс» починався як сценарій, який досліджував неприємні і відразливі аспекти переїдання. Однак, оскільки в попередньому серійному епізоді «Голодний», були розглянуті подібні теми, сценаристи вирішили розвинути історію в іншому напрямку та дослідити «корпоративне зло, яке заполонює цигаркову промисловість». Автори серіалу, Стівен Маеда та Грег Вокер, обидва були шанувальниками фільму «Своя людина» (1999), який досліджує події в тютюновій промисловості, і тому вони вирішили створити епізод із подібним розвитком подій. Марк Шапіро в своїй книзі «Усі речі: офіційний путівник до Цілком таємно», том 6, зазначає, що тема епізоду була «буквально вирвана із заголовків» — рідкісне явище для епізоду «Цілком таємно».
Оскільки Девід Духовни та Джилліан Андерсон були зайняті доопрацюванням власних епізодів («Голлівудська ера» та «Всі речі» відповідно), сценаристи наполегливо намагалися створити переконливу історію, яка не вимагала б присутності Малдера та Скаллі в кожній сцені. Зрештою вони вирішили, що хвороба Малдера у третій та четвертій діях звільнить Духовни для роботи над сценарієм його епізоду. Волкер зазначив: «Малдер захворів у другій дії і перебування на лікарняному ліжку в 3 і 4 діях було прямим наслідком обмеженої кількості часу Духовни. Було легше наскидати купу його речей у ліжку, ніж змусити бути Девіда у багатьох різних місцях».
Щоб серія була відповідною темі паління, художник-постановник Корі Каплан створив загальну схему жовто-коричневого кольору для епізоду. Таким чином, кожній сцені надавали «вічно задимлений вигляд». Каплан, який тісно співпрацював з режисером серіалу Кімом Меннерсом, мав задум «покращити» корпоративні офіси «Morley Cigarette» довгими коридорами та похмурим антуражем й піском, щоб доповнити вибрану палітру.
Сцени жуків, що виповзають із трупів, знімали та монтували за допомогою справжніх комах та справжніх акторів. Під час однієї сцени, в якій виявлено тіло жертви, понад 3000 живих жуків було випущено повзати по тілу актора Майка Гангерфорда. Незважаючи на те, що в останньому епізоді моменти з жуками жуків були досить короткими, для сцени потрібен був цілий день зйомок, щоб отримати ідеальні кадри. Послідовності жуків, що виповзають з рота Деніела Брімлі, та знімки жуків, що вилучаються з Малдера, були створені шляхом поєднання зображень CGI з фіктивними жуками.

## Показ і відгуки
«Марка Ікс» вперше вийшла в ефір у США 16 квітня 2000 року. Епізод отримав рейтинг Нільсена 6,8 із часткою 10, що означає: приблизно 6,8 % усіх домогосподарств, обладнаних телевізором, і 10 % домогосподарств що переглядають телевізор, налаштувалися на епізод. Його переглянули 10,81 мільйона глядачів. Епізод був показаний у Великій Британії і Ірландії по «Sky One» 16 липня 2000 року і отримав 0,75 мільйона глядачів, що зробило його найпопулярнішим епізодом того тижня.
Том Кессеніч у книзі «Іспити» дав епізоду помірно позитивний відгук. Він писав, що «це був не найдосконаліший X-файл, який я коли-небудь бачив, і не було величезної напруги, що розбиває серце від початку до кінця… але це мене не турбувало. Іноді достатньо просто розважитися». Пола Вітаріс з «Cinefantastique» оцінила епізод помірно позитивно і відзначила 2.5 балами з чотирьох. Вона дійшла висновку, що серія була «не самим захоплюючим епізодом серіалу, але самостійною історією з цікавими персонажами, які добре прописані сюжетно» Кеннет Сілбер з «Space.com» позитивно написав про епізод, зазначивши, що «„Марка Ікс“ виграє від певної непередбачуваності в сюжеті та характерах. Загроза є незвичною та вигадливо продуманою. Тютюнова компанія та її співробітники демонструють певну ступінь складності, а не просто одновимірне лиходійство у виставі моралі з питань охорони здоров'я». Гарет Вігмор з «TV Zone» надав епізоду оцінку 8 із 10. Він зазначив, що «свіжість наповнює весь епізод, імовірно, це результат написання».
Емілі Вандерверф з «The A.V. Club» нагородила епізод позначкою «С». Вона назвала це «ходж-поджем з різних елементів (торбою з усім на світі), які працювали в минулому, але вже не спрацьовують». Оглядачка критикувала історію епізоду, яка, на її думку, була передерта з «Своєї людини», а також грим для епізоду, який вона назвала досить фальшивим. Однак Вандерверф позитивно оцінила виступ Тобіна Белла, назвавши його харизматичним та цікавим. Річ Розелл з «DigitallyObsessed.com» оцінив епізод 3 із 5 зірок і написав: «Тютюнові жуки, пошматований ніс і якийсь справді поганий пасивний дим пронизують цей епізод, але він виглядає ліниво зробленим». Роберт Ширман і Ларс Пірсон у книзі «Хочемо вірити: критичний посібник з Цілком таємно, Мілленіуму та Самотніх стрільціві» оцінили епізод 2.5 балами з п'яти. Незважаючи на похвалу сюжету, вони писали: «це прекрасний задум, з великою кількістю крові і личинок», та нарікали на втрату напряму сюжету: «на півдорозі, коли епізод розкриє, в чому полягає його концепція, історія нікуди не рухається».

## Знімалися
- Девід Духовни — Фокс Малдер
- Джилліан Андерсон — Дейна Скаллі
- Мітч Піледжі — Волтер Скіннер
- Денніс Буцікаріс — Петер Восс
- Річард Кокс — Деніел Брімлі
- Тобін Белл — Деріл Вівер
- Шеннон О'Герлі — Енн Восс